# Quadro strategico comune
Il Quadro Strategico Comune (QSC) è il documento che fornisce, per la programmazione 2014/2020, i principi guida strategici con cui i Fondi strutturali e d'investimento europei  (Fondi SIE) devono contribuire alla strategia dell'Unione.

## A cosa serve il QSC
«Il QSC agevola la preparazione dell'Accordo di Partenariato e dei Programmi in ottemperanza ai principi di proporzionalità e di sussidiarietà e tenendo conto delle competenze nazionali e regionali, allo scopo di decidere le misure specifiche e appropriate in termini di politiche e di coordinamento» (fonte art.10 del Reg. UE n. 1303/2013).

In effetti, il Quadro Strategico Comune è uno strumento volto a rafforzare il processo di programmazione strategica della programmazione 2014/2020, che definisce le iniziative chiave per l'attuazione delle priorità europee, fornendo un orientamento sulla programmazione applicabile a tutti i fondi (inclusi FEASR e FEAMP) e promuovendo una maggiore coordinamento dei vari strumenti strutturali europei, riprendendo i punti chiave della Strategia Europa 2020 e declinandoli in 11 OBIETTIVI TEMATICI

Il QSC sostituisce il documento Orientamenti Strategici previsto dagli articoli 25 e 26 del Regolamento n. 1083/06 della programmazione 2007/2013.

## Cosa stabilisce il QSC
- «i meccanismi per garantire il contributo dei fondi SIE alla strategia dell'Unione per una crescita intelligente, sostenibile e inclusiva, e la coerenza della programmazione dei fondi SIE [...]»
- «le disposizioni volte a promuovere un uso integrato dei fondi SIE [...]»
- «le disposizioni per il coordinamento tra i fondi SIE e le altre politiche e gli altri strumenti pertinenti dell'Unione, compresi gli strumenti per la cooperazione esterna [...]»
- «i principi orizzontali [...]e gli obiettivi strategici trasversali per l'attuazione dei fondi SIE»
- «le modalità per affrontare le principali sfide territoriali per le zone urbane, rurali, costiere e di pesca, le sfide demografiche delle regioni o le esigenze specifiche delle zone geografiche che presentano gravi e permanenti svantaggi naturali o demografici [...]»
- «i settori prioritari per le attività di cooperazione a titolo dei fondi SIE[...]» (fonte art. 11 del Reg. UE n. 1303/2013)

## Quando è stato presentato il QSC
In seguito alla presentazione il  6 ottobre 2011 del pacchetto legislativo relativo alla politica di coesione per il periodo 2014-2020, il 14 marzo 2012, la Commissione europea ha presentato il documento di lavoro denominato «Elementi per l'adozione di un QSC 2014-2020»

## Corrispettivo del QSC in alcune lingue UE
EN: «Common strategic framework(CSF)»

FR: «Cadre stratégique commun(CSC)»

DE: «Gemeinsamen Strategischen Rahmens(GSR)»

ES: «Marco Estratégico Común»

PT: «Quadro Estratégico Comum»

## Regolamenti & Documenti
- Reg. UE n. 1303/2013, su eur-lex.europa.eu.
- REG Delegato UE n.240/2014, su eur-lex.europa.eu.
- Elementi per un QSC part1 (DOC), su ec.europa.eu.
- Elementi pe per un QSC part 2 (DOC), su ec.europa.eu.

## Link utili
- INFOREGIO – Politica di Coesione2014/2020, su ec.europa.eu.